# Пояс безопасности Нагорного Карабаха

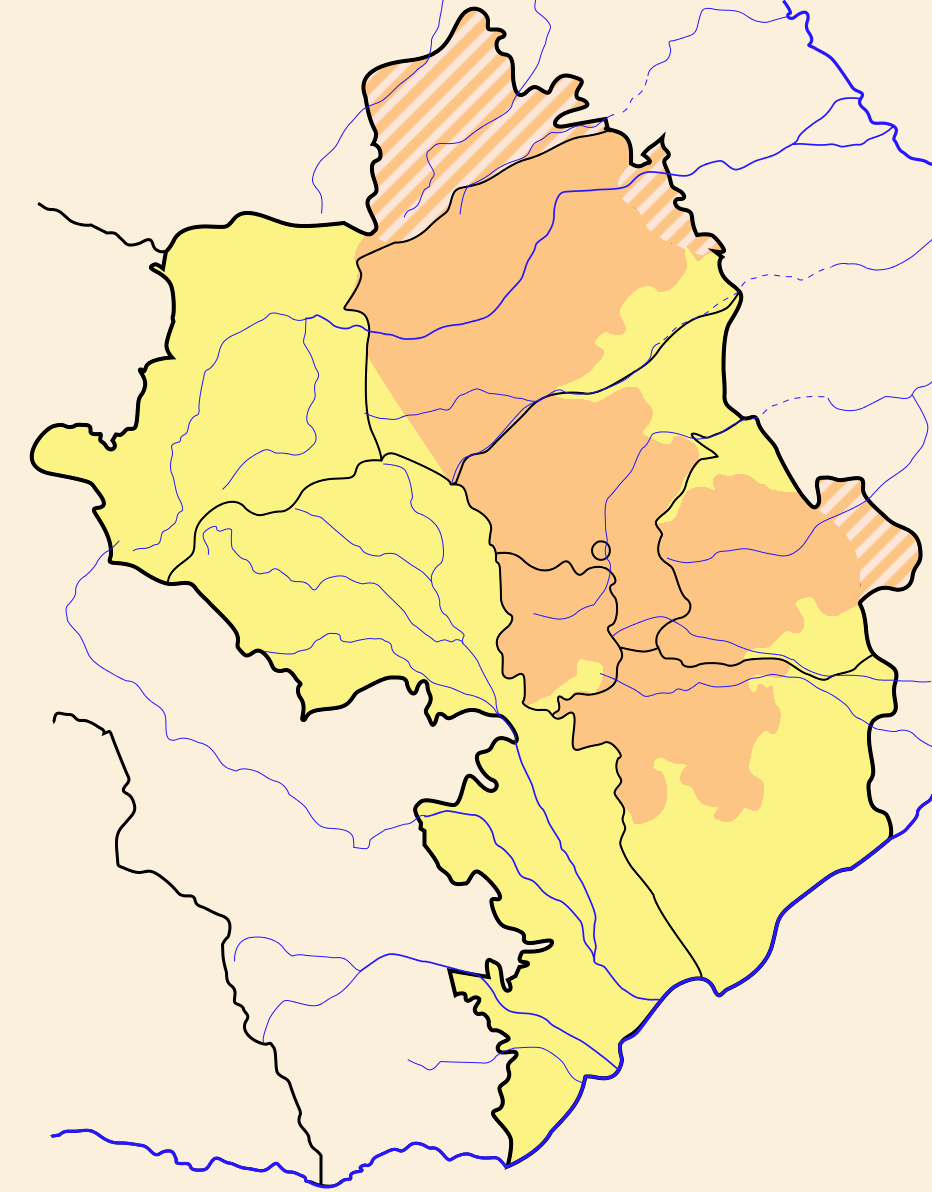
Нагорно-Карабахская Республика по состоянию на 1994—2020 годы:
----
Границы районов указаны по АТД НКР, при этом семь районов «пояс безопасности» составляет по АТД Азербайджана.

«Пояс безопасности» Нагорного Карабаха, или семь районов вокруг Нагорного Карабаха, — международно признанные территории Азербайджана, с начала 1990-х годов до 2020 года контролировавшиеся непризнанной Нагорно-Карабахской Республикой (НКР), но не входившие в заявленные в 1991 году границы НКР.
До 1991 года территории являлись частью Азербайджанской ССР и входили в состав Кельбаджарского, Лачинского, Кубатлинского, Джебраильского, Зангеланского, Агдамского и Физулинского районов.
Во время Первой карабахской войны (1992—1994) они перешли под контроль НКР. В результате этого азербайджанцы, населявшие эти территории, стали внутренне перемещёнными лицами (беженцами). По подсчётам азербайджанского историка Арифа Юнусова, Нагорный Карабах и прилегающие районы покинуло около 500 тысяч азербайджанцев.
В ходе войны Совет Безопасности ООН призывал к «выводу всех оккупирующих сил» с территорий «пояса безопасности». В 2005 году Совет Европы квалифицировал территории «пояса безопасности» и самого Нагорного Карабаха как «оккупированную территорию» Азербайджана. По мнению Европейского суда по правам человека, Армения оказывала решающее влияние на НКР и тем самым осуществляла эффективный контроль над территориями «пояса безопасности».
Эти территории были включены де-факто властями НКР в её административно-территориальную структуру, в состав Аскеранского, Гадрутского, Мартакертского, Мартунинского, Шаумяновского и Кашатагского районов.
В результате Второй карабахской войны осенью 2020 года все территории «пояса безопасности» были возвращены под контроль Азербайджана, за исключением Лачинского коридора, перешедшего под контроль российских миротворческих сил.

## Терминология
В различных источниках помимо термина «Пояс безопасности» используются также наименования «Зона безопасности», «Буферная зона».
В азербайджанских и международных источниках распространены наименования «семь оккупированных районов Азербайджана», «оккупированные территории» Азербайджана и «оккупированные территории вокруг Нагорного Карабаха (НКР)», в армянских источниках также используется термин «освобождённые (реинтегрированные) территории (Нагорного Карабаха)». Используются и термины «территории вокруг Нагорного Карабаха» и «прилегающие (к Нагорному Карабаху) районы Азербайджана».

## История
В начале Карабахского конфликта территория НКАО и Шаумяновского района АзССР, на которой позднее была провозглашена НКР, была практически со всех сторон окружена территориями с преобладанием азербайджанского населения, что, в частности, позволило руководству АзССР ещё в 1989 г. установить экономическую блокаду НКАО
- 18 мая 1992 г. Армией обороны Нагорного Карабаха был взят Лачын, что позволило открыть «Лачинский коридор» для сообщения НКР с Арменией. Коридор, однако, находился под постоянной угрозой со стороны азербайджанских сил, не раз предпринимавших попытки перерезать его.
- Решительное наступление армянских вооружённых формирований произошло в 1993 г., когда и был создан «пояс безопасности»:

- 27 марта армянские силы начали наступление в Кельбаджаре и к 5 апреля полностью овладели Кельбаджарским районом к северу от «Лачинского коридора».
- 23 июля после 40-дневных боев, официально именовавшихся в НКР «подавлением огневых точек противника», был взят Агдам. Затем последовало наступление на южном направлении:
- 22 августа был взят Физули,
- 25 августа — Джебраил,
- 31 августа — Губадлы,
- 1 ноября — Зангелан.

В результате вся территория между бывшей НКАО и Ираном, с одной стороны, и бывшей НКАО и Арменией, с другой, а также часть равнины на восточных подступах оказались под контролем армянских вооружённых формирований. На севере же НКР была защищена Муровдагским хребтом, который с лета 1992 г. контролируется азербайджанскими силами.
2 декабря 1993 года постановлением Президиума Верховного совета НКР на территории долины реки Акера (Лачинский, Губадлинский, Зангеланский районы Азербайджана) был образован Кашатагский район НКР с центром в Лачыне, переименованном властями НКР в Бердзор.
Начиная с 1994 года между руководством Армении и Азербайджана (НКР с 1999 в переговорах не участвует, так как Азербайджан не признаёт существование такой стороны конфликта) неоднократно велись переговоры о будущем территорий «зоны безопасности».
Армянская сторона, в частности, предлагала действовать по формуле «территории в обмен на статус» (территории «пояса безопасности», кроме «Лачинского коридора», возвращаются под контроль Азербайджана в обмен на признание последним независимости НКР и предоставление гарантий безопасности НКР и «Лачинского коридора»), азербайджанская — по формуле «территории в обмен на мир» (территории «пояса безопасности» возвращаются под контроль Азербайджана в обмен на гарантии безопасности остающихся под контролем НКР территорий бывшей НКАО). Посредниками предлагался, в частности, и вариант «территории в обмен на отложенный статус» (территории «пояса безопасности» (кроме «Лачинского коридора») возвращаются под контроль Азербайджана в обмен на гарантии Азербайджана провести когда-либо в будущем референдум о статусе НКР).
2 ноября 2008 года было заключено первое юридически обязывающее письменное соглашение непосредственно между сторонами переговоров — президенты Азербайджана и Армении при участии президента России подписали декларацию о мирном урегулировании Карабахского конфликта. В Декларации, однако, отсутствовали конкретные положения о статусе «пояса безопасности».

## Регион до событий 2020 года

### Территория
«Зона безопасности» НКР охватывала территорию следующих районов Азербайджанской ССР:
- территорию Кельбаджарского района — 1936 км²[40] — полностью;
- территорию Лачинского района — 1835 км²[40] — полностью;
- территорию Кубатлинского района — 802 км²[40] — полностью;
- территорию Джебраильского района — 1050 км²[40] — полностью, кроме села Чоджук Марджанлы;
- территорию Зангеланского района — 707 км²[40] — полностью;
- территорию Агдамского района — 1094 км²[40] — 77 % — 842 км²;
- территорию Физулинского района — 1386 км²[40] — приблизительно 33 % — 462 км².

Общая площадь — 7634 км². По внешнему периметру пояса проходила линия непосредственного соприкосновения вооружённых сил НКР и Азербайджана (в официальных документах ООН — линия соприкосновения сторон — ЛСС). Протяжённость линии соприкосновения — 216 километров.

### Население
В 1992—1993 годах в ходе Первой карабахской войны азербайджанское население этих районов было вынуждено покинуть свои дома.
С 1994 года правительство Армении и власти Нагорного Карабаха считали планомерное заселение этническими армянами прилегавших к территории Армении районов своей стратегической целью, причём до 2009 года заселение ограничивалось в основном Лачинским коридором. По данным переписи, проведённой НКР в 2005 году, в Лачине жило 2200 человек, хотя представители местной администрации в частных беседах признавали, что в реальности это число намного ниже.
Миссия ОБСЕ по установлению фактов посетила оккупированные территории в 2005 году, чтобы изучить поселенческую деятельность в этом регионе и сообщить о своих выводах сопредседателям Минской группы ОБСЕ. По данным Миссии по установлению фактов, на тот момент количество армянских поселенцев в Кельбаджарском районе составляло примерно 1500 человек, в Агдамском районе от 800 до 1000 человек, в Физулинском районе до 10 человек; в Джебраильском районе до 100 человек, в Зангеланском районе от 700 до 1000 человек, в Кубатлинском районе от 1000 до 1500 человек, в Лачинском районе около 8000 человек. Миссия подчёркивала, что местные власти гарантируют армянам, желающим поселиться в семи районах, всевозможные права и льготы, в том числе низкие тарифы на коммунальные услуги, освобождение от налогов и социальное обеспечение. Помимо этого, переселение поощрялось различными армянскими благотворительными фондами в Армении и за рубежом. По словам начальника Управления демографии и миграции Министерства труда НКР Арарата Бахтамяна, правительство выделяло лицам со статусом «переселенцев и беженцев», расселявшимся в Кельбаджарском, Лачинском, Кубатлинском и Зангеланском районах, стройматериалы, мебель и кухонный инвентарь, а также выдавало им компенсацию за дрова и электроэнергию. Инвесторам предоставлялись льготы.
По некоторым данным 2006 года, в «поясе безопасности» проживало примерно 9—12 тысяч армян; в том числе переселенцы из Ливана и Сирии, а также беженцы из Баку и из других регионов Азербайджана.
Сопредседатели Минской группы ОБСЕ, которые провели полевую оценочную миссию на оккупированных территориях Азербайджана в октябре 2010 года, сообщили, что с 2005 года не произошло значительного роста численности населения, а общая численность населения оценивалась примерно в 14 000 человек. Они также сообщили, что города и села, существовавшие до конфликта, были заброшены и почти полностью лежали в руинах, а армянские поселенцы жили «в тяжелых условиях, с плохой инфраструктурой, небольшой экономической активностью и ограниченным доступом к государственным услугам».
Несмотря на то, что миссия ОБСЕ охарактеризовала большинство живущих на тот момент в Лачине армян как вынужденных переселенцев из бывших армянонаселённых сёл Азербайджана, представители местной администрации признавали, что новыми поселенцами являются по большей части армяне из Армении. По словам руководителя местной районной администрации Давида Давтяна, на момент начала военных действий в 2020 году карабахских армян среди жителей «Кашатагского района» было лишь 5 %; примерно столько же приходилось на долю переселившихся сюда сирийских и ливанских армян. Остальные же 90 % являлись уроженцами Армении, в основном крестьянами из Арташата и Ехегнадзора.
В 2019 году директор Службы национальной безопасности Армении Артур Ванецян в ходе визита в Нагорный Карабах обсудил с местными властями программу заселения армянами территории вдоль берега реки Аракс, назвав эти меры «одной из основных гарантий безопасности армянской государственности».
Азербайджан обвинял Армению в нарушении Женевских конвенций и попытке изменить демографический состав региона.
В ходе Второй карабахской войны всё армянское население семи районов вокруг Нагорного Карабаха выехало либо в Армению, либо в остававшуюся до 2023 года под армянским контролем часть Нагорного Карабаха. Стихийный выезд сопровождался массовыми поджогами домов, магазинов и школ, истреблением скота, порчей имущества, вырубкой деревьев и уничтожением линий электропередач. Наблюдались случаи мародёрства. Перед исходом выезжающие предположительно разрушали сохранившиеся могилы на азербайджанских кладбищах.

### Правовой статус
- С точки зрения Азербайджана, «пояс безопасности» являлся территорией, оккупированной Арменией[68]. В документах международных организаций (ООН, ПАСЕ) эти территории рассматривались как оккупированные не Арменией, а «местными армянскими силами»[69][70][71][72][73][74][75][76][77][78][79][80][81][82][83] , при этом в некоторых из них признавались два субъекта конфликта с армянской стороны: Республика Армения и «армяне нагорно-карабахского региона Азербайджана»[70][72] (в терминологии ПАСЕ — «силы сепаратистов»[82]).
- С точки зрения руководства НКР, «пояс безопасности» являлся частью территории Нагорно-Карабахской Республики, включённой в её состав после перехода под контроль Армией Обороны Нагорного Карабаха до «получения гарантий безопасности НКР» и до «установления контроля НКР над всей её территорией»[84][85][86] (с 1994 до 2020 года Азербайджан контролировал 750 км² заявленной территории НКР[87] — Шаумяновский (630 км²[40]) и небольшие части Мартунинского и Мартакертского районов, что составляло 14,85 % общей площади НКР); исключение составлял Лачинский коридор, связывающий НКР с Арменией, который НКР была категорически не намерена возвращать ввиду его стратегического значения для республики[88][89]. Согласно ст. 142 конституции НКР, «до восстановления целостности государственной территории Нагорно-Карабахской Республики и уточнения границ публичная власть осуществляется на территории, фактически находящейся под юрисдикцией Нагорно-Карабахской Республики»[84], то есть в том числе и на территориях, расположенных за пределами бывшей НКАО и Шаумяновского района, в границах которых НКР была провозглашена[88]. На картах Нагорно-Карабахской Республики территории пояса безопасности не отделяли от других территорий НКР[90][91]. В качестве площади Нагорно-Карабахской Республики указывалась суммарная площадь всех заявленных и контролируемых территорий[92].

## Вторая карабахская война и последующие события
27 сентября — 9 ноября в ходе вооружённого конфликта Азербайджанские ВС вернули контроль над Физулинским, Джебраильским, Зангеланским и Губадлинским районами и некоторыми другими территориями.
Вечером 9 ноября Азербайджан и Армения, при посредничестве России, подписали заявление о прекращении огня. По условиям данного документа Армения 25 ноября вернула Азербайджану Кельбаджарский, 20 ноября — Агдамский и 1 декабря — Лачинский районы. В рамках этого урегулирования Азербайджан гарантирует безопасность движения по Лачинскому коридору (шириной 5 км), обеспечивающему связь между Нагорным Карабахом и Арменией. Коридор остался под контролем российских миротворцев, которые развёрнуты вдоль линии соприкосновения. В течение трёх лет должен был быть определён план строительства нового маршрута движения по Лачинскому коридору с последующей передислокацией российского миротворческого контингента для охраны этого маршрута.
27 июня 2022 года премьер-министр Армении Никол Пашинян заявил на пресс-конференции, что после строительства нового маршрута, территории, не находящиеся в границах бывшей НКАО, в том числе город Лачин, перейдут под контроль Азербайджана. Новый маршрут начинается у реки Акера юго-восточнее села Забух и, пролегая через сёла Киров и Мецкаладереси Шушинского района, выходит на трассу Горис — Степанакерт в районе села Егцаог.
11 августа Государственное агентство автомобильных дорог Азербайджана сообщило о завершении строительства азербайджанского участка новой дороги Армянское население покинуло населённые пункты вдоль Лачинского коридора до 25 августа 2022 года. 26 августа подразделения азербайджанской армии были размещены в городе Лачин. К 1 сентября 2022 года все посты российских миротворцев были выведены с территории Лачинского коридора.
19—20 сентября 2023 года вооружённые силы Азербайджана провели военную операцию против Нагорно-Карабахской Республики. Днём 20 сентября появились сообщения, что руководство НКР согласилось вывести «оставшихся армянских военных» из Нагорного Карабаха, расформировать и полностью разоружить формирования «армии обороны Нагорного Карабаха» и вывести с территории Нагорного Карабаха тяжелую военную технику и вооружения. Стороны договорились о прекращении огня с 13:00 по местному времени 20 сентября 2023. Условия прекращения огня по сути стали актом капитуляции непризнанной республики.
28 сентября 2023 года глава Нагорного Карабаха Самвел Шахраманян подписал указ о прекращении существования Нагорно-Карабахской Республики с 1 января 2024 года. После окончания боевых действий почти всё армянское население Нагорного Карабаха уехало в Армению; к 3 октября, по данным армянских властей, количество выехавших составило 100 617 человек.

## Мнения
По мнению британского специалиста по международному праву Тима Потье, армянская сторона рассматривала данные территории как козырь в переговорах с Азербайджаном: несмотря на согласие вернуть эти территории Азербайджану (за исключением Лачинского района), возврат, по их мнению, должен был произойти только после определения окончательного статуса Нагорного Карабаха.
Бывший заместитель министра иностранных дел Армении Жирайр Липаритян отмечает эволюцию отношения армянского руководства к статусу семи районов. По его мнению, изначально контроль над ними устанавливался в оборонительных целях; районы подлежали возврату когда армянам Нагорного Карабаха будут предоставлены гарантии безопасности. Затем эти районы стали предметами переговоров, а ещё позже были объявлены «историческими армянскими землями» и, следовательно, не подлежащими возврату. Согласно Липаритяну, отказ возвращать семь районов под контроль Азербайджана на протяжении 26 лет превратил армянское руководство в глазах политических элит мира в сторонников территориальной экспансии, а не борьбы за право на самоопределение.
Шведский исследователь Сванте Корнелл называет риторику «освобождённых территорий» в отношении районов, окружающих Нагорный Карабах, сознательной попыткой армянского руководства воспользоваться ослаблением международного права и международных институтов с целью установления бессрочного контроля над этими районами. Эта риторика, по его мнению, стала одним из главных просчётов Армении, приведших к её поражению во Второй карабахской войне.

### Книги
- 33 и ещё одна история из жизни нашего «Материка» / редактор-составитель: М. В. Введенская. — М.: ОЛМА-ПРЕСС, 2003. — С. 158. — 496 с. — ISBN 5-224-04553-3.
- Крылов А. Б. Нагорный Карабах в геополитическом контексте XXI века. — М.: Интермета, 2006. — С. 6. — 88 с. — 300 экз. — ISBN 8-89221-068-5.
- Малышева Д. Б. Конфликты в развивающемся мире, России и содружестве независимых государств: религиозные и этнические аспекты. — М.: ИМЭМО РАН, 1997. — С. 31. — 122 с.
- Семигин Г. Ю., Патрушев С. В. Мировая политика, международная безопасность и транснациональные процессы в XXI веке: уроки, вызовы и выбор России. Научные доклады Третьего Всероссийского конгресса политологов. Москва, 29-30 апреля 2003 г. — М.: Институт сравнительной политологии РАН, Российская ассоциация политической науки.. — С. 203.
- Российский институт стратегических исследований. Армения: проблемы независимого развития / Под общ. ред. Е. М. Кожокина. — М., 1998. — С. 496. — ISBN 5-7893-0008-1.
- Центр геополитических и военных прогнозов. Россия: в поисках стратегии безопасности. Проблемы безопасности, ограничения вооружений и миротворчества / под ред. А. Г. Арбатова, рук. авт. кол. А. Н. Калядин. — М.: Наука, 1996. — С. 279. — 335 с. — ISBN 5-02-012289-0.
- Цуциев А. А. Атлас этнополитической истории Кавказа (1774–2004). — М.: «Европа», 2007. — С. 90. — 128 с. — 2000 экз. — ISBN 978-5-9739-0123-3.
- Human Rights Watch/Helsinki. The Current Armed Conflict // Bloodshed in the Caucasus: escalation of the armed conflict in Nagorno Karabakh. — 1992. — С. 12. — ISBN 1-56432-081-2.
- Human Rights Watch/Helsinki. Immediate background to the conflict, February 1988 - March 1993 // Azerbaijan: Seven years of conflict in Nagorno-Karabakh. — 1994. — С. 1—2. — ISBN 1-56432-142-8.

### Статьи
- Амелина Яна. Нагорный Карабах: статус-кво как меньшее из зол // информационное агентство «Росбалт». — 31-08-2007 15:49:00+04.
- Азербайджанский ветеран карабахской войны: Басаев и Радуев оказали нам неоценимую помощь: Нагорный Карабах за неделю. — Информационно-аналитическое агентство «Regnum». — 21-01-2005 20:08.
- Айрумян Наира. Группа планирования высокого уровня ОБСЕ исследует Мартакертский район Нагорного Карабаха // ИА «Кавказский Узел». — 23-01-2006.
- Армения и Азербайджан получили единый документ по Нагорному Карабаху // РИА «Новый Регион». — 29-12-2007.
- Брилёв Сергей. Серж Саргсян: дружба России и Армении имеет резервы // телепрограмма «Вести». — 20-09-2009 17:46.
- Глашатов Олег. Для Еревана приближается время «Ч» // Военно-промышленный курьер. — 4 - 10 июля 2007 года. — № 25 (191).
- Жители Нагорного Карабаха до сих пор подрываются на минах // Население и общество (со ссылкой на РИА «Новости»). — 23 сентября - 6 октября 2002 года. — № 81—82.
- Карабахский конфликт - консервация ради консервации: срез мнений армянского аналитического сообщества // Информационно-аналитическое агентство «Regnum». — 15-06-2007 13:37.
- Колоницкий Борис. СССР после распада // Армения на рубеже веков // Карабахская война // еженедельник «Дело». — 03-07-2006.
- Маркедонов Сергей. Нужны ли российские миротворцы в Нагорном Карабахе // информационно-политический интернет-канал «Полит.Ру». — 02-06-2006 10:01.
- Тагиев Таги. Если завтра война… // Нефтегазовая вертикаль. — 29-11-2007.

- Vladimir Kazimirov. Is There A Way Out of the Karabakh Deadlock? (англ.) // Russia in Global Affairs. — January - March 2008. — No. 1.